# 泉水鱥
泉水鱥（学名：Phoxinus strymonicus）為輻鰭魚綱鯉形目雅羅魚科鱥屬的魚類，被IUCN列為瀕危保育類動物，分布於歐洲希臘Strymon河及保加利亞Struma河流域，本魚體延長且側扁，體長可達4.8公分，棲息在植被茂密、清澈涼爽的溪流中，生活習性不明。